# Мария де Куси
Мария де Куси (около 1218, Франция — 1285, Франция) — королева Шотландии (1239—1249), супруга короля Шотландии Александра II. В 1260—1262 годах состояла в королевском совете при малолетнем сыне Александре III.

## Биография
Мария была дочерью Ангеррана III, лорда Куси и его третьей жены Марии де Монмирай и праправнучкой короля Франции Людовика VI. Согласно летописцу Мэтью Пэриса, она была прекрасной и очень богатой девушкой. 

### Первый брак, королева Шотландии
В 1238 году Александр II, король Шотландии, должен был родить наследника после смерти своей первой супруги Иоанны Английской, которая была бездетна. Король Англии Генрих III предъявлял права на Шотландию, и Александр желал заключить союз с Францией против Англии. Ангерран III был могущественным французским феодалом и известным врагом Англии, а брак между Марией и Александром II рассматривался как франко-шотландский союз против Англии.
15 мая 1239 года в Роксбурге Мария вышла замуж за Александра II. Брак скрепил союз между шотландцами и де Куси, и до конца XIII века они помогали друг другу солдатами и деньгами. Она привезла большую свиту из Франции в Шотландию. В её свите состояли канцлер Ричард Вайримент и её племянник Ангерран де Гин, которые оказали некоторое влияние на шотландскую политику. Её племянник женился на Кристиане Баллиоль, двоюродной сестре короля Шотландии Иоанн I, и, таким образом, стал шотландским магнатом. Через два года после свадьбы Мария родила будущего короля Шотландии Александра III.
Александр II умер 8 июля 1249 года во время военного похода против лорда Аргайла на острове Керрера. Сразу после того, как новость дошла до неё, Мария позаботилась о том, чтобы ее восьмилетний сын как можно скорее был коронован в Сконе Хотя её сын был несовершеннолетним, Мария не стала регентом. 9 июня 1250 года Мария и её сын Александр III присутствовали в Данфермлине на церемонии канонизации святой Маргариты Шотландской и передачи её останков в новую святыню.
Осенью 1250 года Мария вернулась в Пикардию и до конца жизни переезжала между Францией и Шотландией. В 1252 году в Йорке она присутствовала на свадьбе своего сына Александра III и Маргариты из Англии, которую посетили большое количество представителей французской и шотландской знати.

### Второй брак и смерть
В 1256 или 1257 году она вышла замуж за Жана де Бриенна, великого кравчего Франции и короля Акко. Он был сыном Иоанна де Бриенна, короля Иерусалима (1210—1225) и императора Константинополя (1229—1237), и его супруги Беренгарии Леонской. Детей у них не было.
В 1260 году конкуренция шотландских группировок за влияние во время малолетства её сына сделало ситуацию в Шотландии критической, и поэтому Мария и её муж были назначены членами королевского совета на оставшиеся два года до совершеннолетия Александра III в 1262 году.
В 1268 году Мария рассталась со своим супругом и вернулась в Шотландию. Когда её невестка Маргарита Английская умерла в феврале 1275 года, Мария нашла своему сыну новую жену, француженку Иоланду де Дрё, которая была падчерицей её мужа. В 1275—1276 годах она совершила паломничество к усыпальнице Святого Томаса Беккета в Кентербери.
Мария де Куси умерла летом 1285 года и была похоронена в гробнице, которую она для себя построила в Ньюбатлском аббатстве.